# Medrano (stacja metra)
Medrano – stacja metra w Buenos Aires, na linii B. Znajduje się pomiędzy stacjami Carlos Gardel a Ángel Gallardo. Stacja została otwarta 17 października 1930.